# 伊勒施泰因
伊勒施泰因是德国巴伐利亚州的一个市镇。总面积23.08平方公里，总人口4155人，其中男性2061人，女性2094人（2011年12月31日），人口密度180人/平方公里。